# 大河沿子镇
大河沿子镇，是中华人民共和国新疆维吾尔自治区博尔塔拉蒙古自治州精河县下辖的一个乡镇级行政单位。

## 行政区划
大河沿子镇下辖以下地区：
文化社区、曙光社区、胜利社区、呼和哈夏南村、呼和哈夏北村、乌图布拉格村、沃尔塔布拉克村、额勒森陶勒盖村、尕顺布拉格村、别斯村、拜尔盖斯村、夏日托热村、呼萨英铁热克村、布然村、浩斯托干村、呼苏木奇村、乌什布拉克村和哈日萨哈勒村。